# Camilo Dagum
Camilo Dagum (Rosario de Lerma, Salta, 11 de agosto de 1925-5 de noviembre de 2005) fue un estadístico y econometrista argentino.
En 1959 obtuvo el doctorado por la Universidad Nacional de Córdoba, donde llegó a ser decano de la Facultad de Economía desde 1962 al 1966.
Antes de convertirse en profesor de la Universidad de Ottawa, en 1972, lo fue en varias universidades en el mundo: Roma, Londres, Princeton, París, México, Iowa.
Después de su retiro de la Universidad de Ottawa en 1991, continuó los estudios por mucho tiempo en: Bolonia y en Roma.
En su larga vida trabajó entre otros con sus amigos Corrado Gini, Oskar Morgenstern, François Perroux, y Maurice Allais.

## Algunas publicaciones
- El Banco Interamericano de Desarrollo y América Latina. En: Estudios económicos, 4(7/8), 51–76. 1965.
- A new Model of Personal Income Distribution: specification and estimation. En: "Economie Appliquée", 1977, donde describió la variabile casuale che porta il suo nome
- El modelo log-logístico y la distribución del ingreso en la Argentina. En: El Trimestre Económic, 1977
- Inequality Measures Between Income Distributions with Applications, Journal of the Econometric Society, 1980
- The Generation and Distribution of Income, the Lorenz Curve and the Gini Ratio, Economie Appliquée, 1980
- Income Distribution Models and Income Inequality Measures. En: Encyclopedia of Statistical Sciences, 1983
- Medida de la diferencial de ingreso entre familias blancas, negras y de origen hispánico en los Estados Unidos, El Trimestre Económico, 1983
- Analyses of Income Distribution and Inequality by Education and Sex in Canada, Advances in Econometrics, 1985
- Measuring Economic Affluence Between Populations of Income Receivers, Journal of Business& Economic Statistics, 1987,
- Generation and Properties of Income Distribution Functions. En: Studies in Contemporary Economics, coautoría de M. Zenga, 1990

### Libros
- Household behaviour, equivalence scales, welfare and poverty. Contributions to statistics. Con Guido Ferrari. Edición ilustrada de Springer, 296 pp. ISBN 3790801089 2004 libro en línea

- Renta y distribución de la riqueza, desigualdad y pobreza: teoría, modelos y aplicaciones. Editor Instituto Vasco de Estadística, 75 pp. ISBN 8477490996 1991

- Medida de la diferencial de ingreso entre familias blancas, negras y de origen hispánico en los Estados Unidos. Volumen 830 de Notes de recherches, Discussion papers, Documentos de trabajo. Editor Institute for International Development and Co-operation, 41 pp. 1982

- Introducción a la econometría. Economía y demografía. Con Estela M. Bee de Dagum. 3ª edición de Siglo Veintiuno, 255 pp. 1975

## Honores
- De 1965 al 1969: presidente de la Sociedad Argentina de Estadística, a la que contribuyó a fundar

- Honoris causa de las Universidad Nacional de Córdoba (Argentina), la Universidad de Montpellier (Francia) y las Universidades de Bolonia y Nápoles (Italia)[2]